# 大盧卡 (捷爾諾波爾區)
49°26′52″N 25°35′17″E / 49.44778°N 25.58806°E
大盧卡（烏克蘭語：Велика Лука）是位於烏克蘭西部的村莊，由泰爾諾皮爾州泰爾諾皮爾區的大貝雷佐維察市鎮負責管轄。該村距離捷爾諾波爾14公里，處於塞雷特河右岸，海拔高度317米，2001年人口1,225。